# Kratzerville, Pennsylvania
Kratzerville, Pennsylvania (енгл. Kratzerville) насељено је место без административног статуса у америчкој савезној држави Пенсилванија.

## Демографија
По попису из 2010. године број становника је 383, што је 8 (-2,0%) становника мање него 2000. године.
| Група             | 2000.       | 2010.       |
| Белци             | 387 (99,0%) | 378 (98,7%) |
| Афроамериканци    | 2 (0,5%)    | 1 (0,3%)    |
| Азијати           | 0 (0,0%)    | 0 (0,0%)    |
| Хиспаноамериканци | 2 (0,5%)    | 1 (0,3%)    |
| Укупно            | 391         | 383         |